# James Joseph O’Brien
James Joseph O’Brien (* 5. August 1930 in Wood Green, London Borough of Haringey; † 11. April 2007) war ein britischer Geistlicher und römisch-katholischer Weihbischof im Erzbistum Westminster.
O’Brien empfing am 12. Juni 1954 in Westminster die Priesterweihe.
Papst Paul VI. ernannte ihn am 28. Juni 1977 zum Weihbischof im Erzbistum Westminster und zum Titularbischof von Manaccenser. Der Erzbischof von Westminster, Basil Kardinal Hume OSB, spendete ihm am 21. September desselben Jahres die Bischofsweihe. Mitkonsekratoren waren die Weihbischöfe in Westminster Basil Christopher Butler OSB, Victor Guazzelli, Gerald Mahon MHM, Philip James Benedict Harvey und David Every Konstant.
Am 30. Juni 2005 nahm Papst Benedikt XVI. seinen altersbedingten Rücktritt an.